# Martina Brand

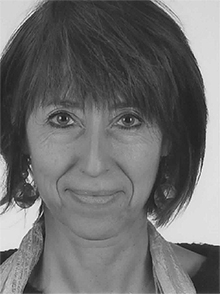
Martina Brand

Martina Brand (* 1957 in Darmstadt) ist eine deutsche Drehbuchautorin.

## Leben
Brand studierte Allgemeine und Vergleichende Literaturwissenschaft in Mainz und verfasste während des Studiums Glossen, Buch- und Filmkritiken für die Feuilletons lokaler Tageszeitungen. Nach Abschluss ihres Studiums arbeitete sie als Radiojournalistin, schrieb Features und Kurzhörspiele für den Hessischen Rundfunk, den SWR und andere Sender. In den 1990er Jahren wechselte sie zum Fernsehen, arbeitete an Serien mit und entwickelte nachfolgend eigene Reihen für die Primetime, so zum Beispiel Kinderärztin Leah mit Simone Thomalla oder die Krimikomödien-Reihe Die Nonne und der Kommissar mit Ann-Kathrin Kramer und Günther Maria Halmer.
Zu ihren bekanntesten Fernsehfilmen gehören Was machen Frauen morgens um halb vier? mit Brigitte Hobmeier, Annas Albtraum kurz nach 6 mit Gesine Cukrowski und Benjamin Sadler sowie Das schönste Geschenk meines Lebens mit Jutta Speidel und Bruno Maccallini in den Hauptrollen.
Martina Brand lebt seit 2007 in Berlin.

## Filmografie (Auswahl)
Drehbücher
- 1995–1998: Kurklinik Rosenau
- 1997–1999: Kinderärztin Leah
- 2000: Tatort – Bienzle und der Mann im Dunkeln
- 2003: Das schönste Geschenk meines Lebens
- 2003: Tatort – Stiller Tod
- 2006: Die Nonne und der Kommissar
- 2007: Annas Albtraum kurz nach 6
- 2009–2012: Die Nonne und der Kommissar
  - 2009: Todesengel
  - 2012: Verflucht
- 2011: Liebe ohne Minze
- 2012: Was machen Frauen morgens um halb vier?